# Rettungsmedaille (1933)

Avers der Rettungsmedaille (Replik)

Revers der Rettungsmedaille

Die Erinnerungsmedaille für Rettung aus Gefahr. Einziger Unterschied zur Medaille am Band war die fehlende Öse sowie der größere Durchmesser

Im Größenvergleich mit der Ostmedaille rechts wird deutlich, wie klein die Rettungsmedaille seinerzeit war

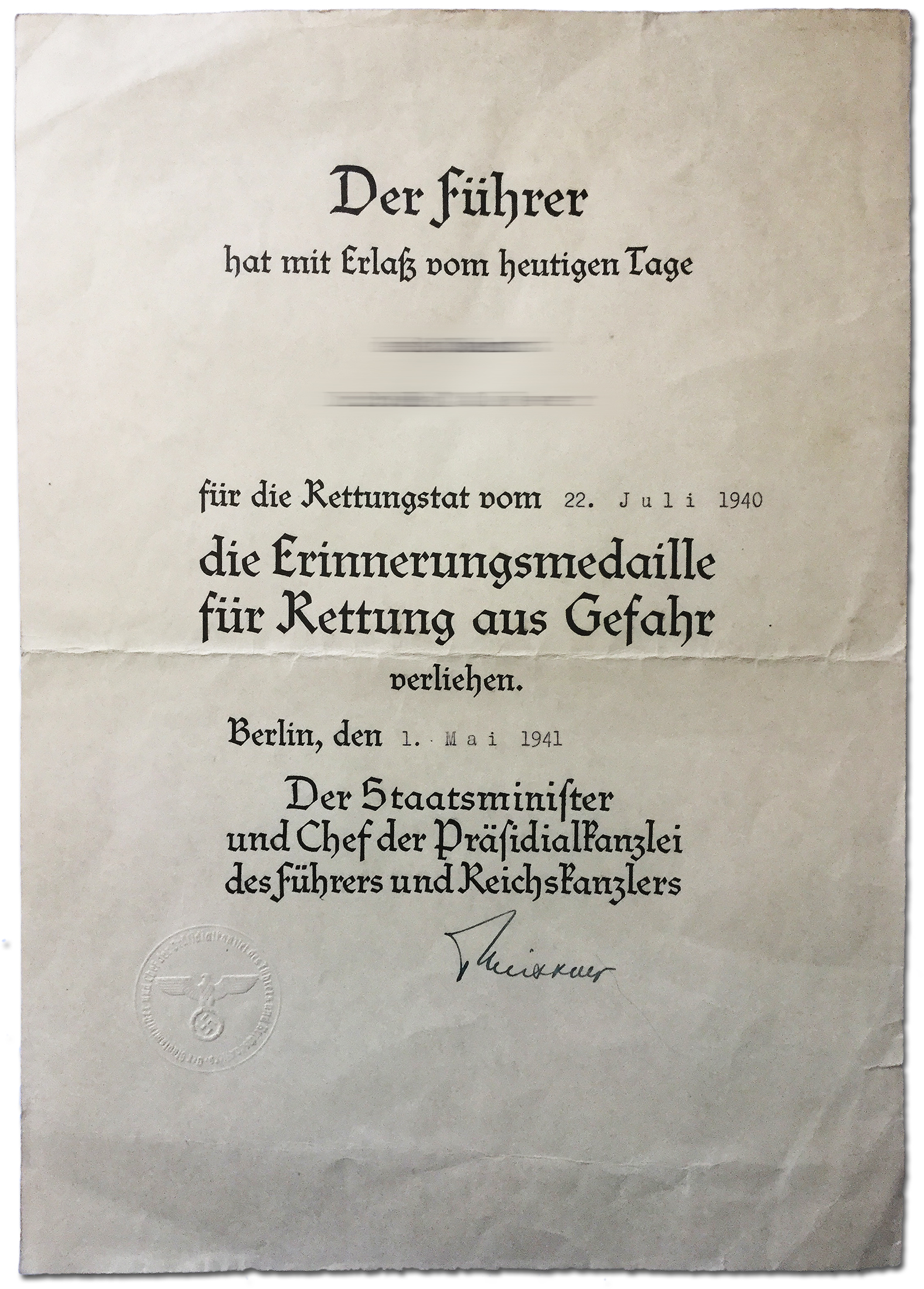
Verleihungsurkunde Erinnerungsmedaille Rettung aus Gefahr

Die Rettungsmedaille (1933) wurde am 22. Juni 1933 durch Verordnung vom damaligen Reichspräsidenten Paul von Hindenburg gestiftet. Das Gesetz über Titel, Orden und Ehrenzeichen vom 7. April 1933 bestimmte dann, dass nunmehr die Rettungsmedaille nur durch den Reichspräsidenten verliehen werden konnte. Somit war die Verleihung von Rettungsmedaillen durch die einzelnen Länder des Reiches untersagt worden. Die Verleihung erfolgte mit einer vom Reichspräsidenten unterzeichneten Urkunde. Der Entwurf der Medaille stammte vom Bildhauer Hermann Müller-Erfurt. Am 10. Juli 1937 wurde die bisherige Verordnung zur Rettungsmedaille von Adolf Hitler neu gefasst. Von 1933 bis 1945 sind daher im Deutschen Reich für die Rettung von Menschen aus Gefahr verliehen worden die:
- Öffentliche Belobigung
- Rettungsmedaille am Bande: Durchmesser 25,5 mm mit 7,92 Gramm und die
- Erinnerungsmedaille für Rettung aus Gefahr (nicht tragbar): Durchmesser 50 mm mit gleichem Layout.

## Verordnung über die Verleihung von Auszeichnungen für die Errettung von Menschen aus Lebensgefahr (Rettungsmedaillen)
Aufgrund des § 3 des Gesetzes über Titel, Orden und Ehrenzeichen vom 1. Juli 1937 (Reichsgesetzblatt Teil I, Seite 725) verordne ich: Die Verordnung über die Verleihung von Auszeichnungen für die Errettung von Menschen aus Lebensgefahr (Rettungsmedaillen) vom 22. Juni 1933 (Reichsgesetzblatt Teilk I, Seite 411) erhält folgende Fassung:
- § 1: Für eine unter Einsetzung des eigenen Lebens entschlossen und erfolgreich durchgeführte Rettung aus Lebensgefahr wird dem Retter die Rettungsmedaille am Bande oder die nicht zum Anlegen bestimmte Erinnerungsmedaille für Rettung aus Gefahr verliehen. Als Rettungstat ist nicht die Errettung einzelner, bestimmter Personen anzusehen, sondern auch die Errettung eines unbestimmten Personenkreises vor einer offensichtlich großen Gefahr für Leben und Gesundheit.
- § 2: Die Rettungsmedaille am Bande wird verliehen, wenn sich der Retter bei dem Rettungswerke in ganz besonders erheblicher eigener Lebensgefahr befunden hat. Die Erinnerungsmedaille für Rettung aus Gefahr wird verliehen, wenn sich der Retter bei dem Rettungswerke in erheblicher Lebensgefahr befunden hat. Die Rettungsmedaille am Band und die Erinnerungsmedaille für Rettung aus Gefahr werden demselben Retter nur je einmal verliehen. Die Verleihung der Rettungsmedaille am Bande schließt eine spätere Verleihung der Erinnerungsmedaille für Rettung aus Gefahr aus.
- § 3: Die Verleihung der Rettungs- oder Erinnerungsmedaille hat zur Voraussetzung, dass die Rettungstat von dem Retter bis zu einem gewissen Grade selbstständig zu Ende geführt ist und dass er nach seiner ganzen Persönlichkeit einer solchen Auszeichnung würdig erscheint.
- § 4: Die Rettungsmedaille am Bande und die Erinnerungsmedaille für Rettung aus Gefahr sind Auszeichnungen für Rettungstaten allgemeiner Opferwilligkeit. Sie werden daher in der Regel nicht verliehen, wenn Personen, denen der Schutz des Lebens anderer anvertraut ist, bei der Rettung Schutzbefohlener zwar ihr eigenes Leben eingesetzt, aber nur innerhalb der Grenzen ihrer Pflicht gehandelt haben. Doch kann solchen Personen bei außergewöhnlichen Verhältnissen und einer das Durchschnittsmaß ihrer Verpflichtung erheblich überschreitenden Rettungstätigkeit ausnahmsweise eine der beiden Medaillen verliehen werden.
- § 5: Bei jugendlichen Rettern wird die Verleihung der Rettungsmedaille am Bande bis zur Vollendung des 18. Lebensjahres ausgesetzt. Sie erhalten zunächst eine Belobigung. Die Belobigung spricht in meinem Namen die zuständig höhere Verwaltungsbehörde aus. Die Erinnerungsmedaille für Rettung aus Gefahr wird ohne Rücksicht auf das Lebensalter des Retters verliehen.
- § 6: Zuständig für die Vorschläge auf Verleihung der Rettungs- oder Erinnerungsmedaille ist die höhere Verwaltungsbehörde, in deren Bereich der Retter wohnt. Für Vorschläge auf Verleihung der Rettungs- oder Erinnerungsmedaille an Soldaten der Wehrmacht ist der Reichskriegsminister zuständig. Für Vorschläge auf Verleihung der Rettungs- oder Erinnerungsmedaille an Angehörige des Reichsarbeitsdienstes ist der Reichsarbeitsführer zuständig. Für Vorschläge auf Verleihung der Rettungs- oder Erinnerungsmedaille an Ausländer und für Rettungstaten, die im Auslande vollbracht sind, ist der Reichsminister des Auswärtigen zuständig.
- § 7: Hat der Retter seinen Wohnsitz im Ausland, so wird die Zuständigkeit der höheren Verwaltungsbehörde durch den Rettungsort begründet. Bei Rettungstaten auf hoher See begründet der Heimathafen des Schiffes, von dem aus der Retter die Rettungstat vollbracht hat, die Zuständigkeit der höheren Verwaltungsbehörde.
- § 8: Über die Verleihung der Rettungsmedaille am Bande erhält der Beliehene eine von mir unterzeichnete Urkunde. Dem Empfänger der Erinnerungsmedaille für Rettung aus Gefahr wird eine vom Staatssekretär und Chef der Präsidialkanzlei ausgefüllte Bescheinigung über die Verleihung der Medaille erteilt.
- § 9: Die Rettungsmedaille am Bande und die Erinnerungsmedaille gehen in das Eigentum des Beliehenen über. Eine Rückgabepflicht seiner Hinterbliebenen besteht nicht.
- § 10: Die Rettungsmedaille am Bande und die Erinnerungsmedaille für Rettung aus Gefahr werden grundsätzlich nur für solche Rettungstaten verliehen, die nach dem 9. April 1933 vollbracht sind.
- § 11: Die Ausführungsbestimmungen werden von mir erlassen.
- Berchtesgaden, den 10. Juli 1937, Der Führer und Reichskanzler Adolf Hitler, Der Reichsminister des Innern Frick.

## Durchführungsverordnung über die Verleihung von Auszeichnungen für die Errettung von Menschen aus Lebensgefahr (Rettungsmedaillen)
- I. Allgemeines
  - § 1: Über jede Lebensrettung, für die
    - a) die Verleihung der Rettungsmedaille am Bande,
    - b) die Verleihung der Erinnerungsmedaille für Rettung aus Gefahr oder
    - c) die Erteilung einer öffentlichen Belobigung, gegebenenfalls unter gleichzeitiger Gewährung einer Geldbelohnung,

in Frage kommt, hat die Höhere Verwaltungsbehörde mit größter Beschleunigung an den Staatssekretär und Chef der Präsidialkanzlei zu berichten.
- - § 2: Die erforderlichen Ermittlungen sind unverzüglich von Amts wegen anzustellen. Ermittlungen sind nicht mehr einzuleiten, wenn die Rettungstat länger als zwei Jahre zurückliegt.
  - § 3: Für die Berichterstattung ist die höhere Verwaltungsbehörde zuständig, in deren Bereich der Retter wohnt. Wohnt der Retter nicht im Inland, so wird die Zuständigkeit der höheren Verwaltungsbehörde durch den Rettungsort, bei Rettungstaten jedoch, die auf hoher See von einem deutschen Schiff aus vollbracht worden sind, durch den Heimathafen des Schiffes begründet.
  - § 4: Die Ermittlungen sind insbesondere darauf zu richten, ob alle Voraussetzungen für die Auszeichnung gegeben sind. Hierzu sind Retter und Gerettete sowie sonstige Zeugen der Rettungstat ausführlich zu hören. Den Verhandlungen ist eine einfache Planskizze beizugeben, die den Ort und Hergang der Rettungstat veranschaulicht. Bei Rettung aus Wassersgefahr sind auf der Planskizze die Entfernungen und Tiefen durch Zahlen kenntlich zu machen. Ferner ist solchen Fällen den Verhandlungen ein Gutachten der zuständigen Wasserpolizeibehörde beizugeben, das insbesondere zum Grade der Lebensgefahr des Retters Stellung zu nehmen hat.
  - § 5: Über jede Rettungstat ist unter Benutzung des nachstehend abgedruckten Formblatts einzeln zu berichten. Sammelberichte sind hiernach nicht zu erstatten. Der Bericht muss eine klare und erschöpfende Darstellung der Rettungstat geben und einen bestimmten Vorschlag enthalten. Die Begründung des Vorschlags muss sich aus der Darstellung der Rettungstat ergeben. Der Bericht muss ferner enthalten, Vor- und Zuname, Tag und Ort der Geburt, Stand, Beruf oder Gewerke, Wohnort und Wohnung des Retters, seine Staatsangehörigkeit, weiter den Tag und Ort der Rettungstat. Der Bericht hat die Umstände anzugeben, die für die Beurteilung der Persönlichkeit des Retters und seiner Würdigkeit von Bedeutung sind. Dem Bericht sind die Ermittlungsverhandlungen in einem mit Blattzahlen versehenen Heft beizufügen.

- II. Rettungsmedaillen
  - § 6: In den Fällen, in denen die Verleihung der Erinnerungsmedaille für Rettung aus Gefahr vorgeschlagen wird, ist der Retter zu befragen, ob er gewillt ist, die Medaille anzunehmen. In den Fällen, in denen die Verleihung der Rettungsmedaille am Bande vorgeschlagen wird, ist der Retter zu befragen, ob er für den Fall, dass ihm nur die Erinnerungsmedaille für Rettung aus Gefahr verliehen werden sollte, gewillt ist, diese Medaille anzunehmen.
  - § 7: Genehmige ich bei jugendlichen Rettern die Verleihung der Rettungsmedaille am Bande, so hat die Stelle, die den Vorschlag eingereicht hat, zunächst in meinem Namen den Retter zu belobigen und ihm zu eröffnen, dass ihm die Rettungsmedaille am Bande ausgehändigt werden wird, wenn er das 18. Lebensjahr vollendet und in sich bis dahin gut geführt hat. Spätestens drei Monate vor Vollendung des 18. Lebensjahres, ist dem Staatssekretär und Chef der Präsidialkanzlei zu berichten, ob diese Voraussetzungen vorliegen. Die Rettungsmedaille am Bande soll  dem jugendlichen Retter möglichst an seinem Geburtstage (Vollendung des 18. Lebensjahres) ausgehändigt werden.
  - § 8: Von einer Berichterstattung ist in den Fällen abzusehen, in denen der Retter rechtskräftig zum Verlust der bürgerlichen Ehrenrechte oder wegen staatsfeindlicher Betätigung zu einer Freiheitsstrafe von einem Jahr oder mehr verurteilt worden ist. Im Übrigen schließt die Tatsache einer strafgerichtlichen Verurteilung die Verleihung der Rettungs- oder Erinnerungsmedaille für Rettung aus Gefahr dann nicht ohne weiteres aus, wenn die Straftat nicht besonders schwer und nicht Ausfluss einer ehrlosen Gesinnung gewesen ist oder wenn sie bereits längere Zeit zurückliegt und der Verurteilte seither einwandfrei geführt hat.
  - § 9: Die Rettungs- und Erinnerungsmedaillen werden in meinem Namen durch die höhere Verwaltungsbehörde ausgehändigt. Bei Beamten, Angestellten und Arbeitern im öffentlichen Dienst und bei Angehörigen der Wehrmacht und des Reichsarbeitsdienstes werden die Medaillen im Dienstwege ausgehändigt.
  - § 10: Die öffentliche Bekanntmachung der Verleihung der Rettungsmedaille am Bande und der Erinnerungsmedaille für Rettung aus Gefahr veranlasst der Staatssekretär und Chef der Präsidialkanzlei.

- III. Öffentliche Belobigung und Geldbelohnung
  - § 11: In den Fällen, in denen zwar die Voraussetzungen für die Verleihungen der Rettungsmedaille am Bande oder der Erinnerungsmedaille für Rettung aus Gefahr nicht gegeben sind, das Verhalten des Retters jedoch eine Auszeichnung verdient, wird ihm die öffentliche Belobigung ausgesprochen. Die öffentliche Belobigung spricht in meinem Namen die höhere Verwaltungsbehörde aus. Sie veranlasst auch die Bekanntmachung in ihrem Amtsblättern. Die Bestimmungen des § 9 Absatz 2 finden entsprechende Anwendung.
  - § 12: Neben der öffentlichen Belobigung kann dem Retter in geeigneten Fällen eine Geldbelohnung gewährt werden. Die Geldbelohnung wird vom Staatssekretär und Chef der Präsidialkanzlei festgesetzt und von der höheren Verwaltungsbehörde ausgezahlt. Die ausgezahlten Geldbeträge sind von der höheren Verwaltungsbehörde je nach Bedarf, spätestens aber alljährlich bis zum Schluss des Rechnungsjahrs, unter Vorlage eines Forderungsnachweises bei der Zahlstelle der Präsidialkanzlei zur Erstattung anzufordern. Die Bestimmungen des § 9 Absatz 2 finden entsprechende Anwendung.
  - § 13: Die Geldbelohnung ist an den Empfänger in voller Höhe, d. h. post- und gebührenfrei zu zahlen. Sie wird unabhängig von dem Ersatz eines etwa erlittenen Körper- oder Sachschadens gewährt.

- IV. Übergangs- und Schlussbestimmungen
  - § 14: Soweit die höheren Verwaltungsbehörden für das Rechnungsjahr 1937 noch über Mittel für Geldbelohnungen verfügen, sind diese Mittel bis zum Schluss des laufenden Rechnungsjahres wie bisher zu verwenden.
  - § 15: Die Formblätter nach der Anlage sind von der Reichsdruckerei zu beziehen und alljährlich bis zum 15. Januar zu verrechnen. Noch vorhandene alte Vordrucke können bis zum 1. Januar 1937 aufgebraucht werden.
  - § 16: Die seither in Kraft gewesenen Ausführungsanweisungen der Länder werden mit sofortiger Wirkung aufgehoben.
- Der Führer und Reichskanzler Adolf Hitler, Der Reichsminister des Innern Frick.

## Aussehen
Die versilbert gefertigte Rettungsmedaille hat einen Durchmesser von 25,5 mm und ist damit im Gegensatz zu anderen Medaillen dieser Epoche sehr klein. Ihr Gewicht betrug ca. 7,9 Gramm (ohne Band). Auf ihrer Vorderseite zeigt die Medaille den erhaben geprägten preußischen Adler, eine Anlehnung an die bereits zuvor gestiftete Rettungsmedaille unter Friedrich Wilhelm III. im Jahre 1833. Mittig auf der Brust des Adlers ist ein auf dem Kopf stehendes, ebenfalls in Silber abgefasstes Hakenkreuz zu sehen, das entweder auf einer Art Schild ruht oder auf dem Federkleid des Adlers liegt. Die Rückseite der Medaille zeigt mittig den in Großbuchstaben gehaltenen Schriftzug: FÜR RETTUNG AUS GEFAHR. Dieser Schriftzug ist von zwölf Eichenlaubblättern eingerahmt.

## Ordensband und Trageweise
Getragen wurde die Rettungsmedaille an einem orangefarben, weiß geränderten Band auf der linken Brustseite, wobei auch die Bandfarben nach altem Muster von 1833 weiterverwendet worden sind.

## Wertigkeit der Rettungsmedaille als Bandorden
Unter den Orden- und Ehrenzeichen, die am Bande für die Ordensschnalle verliehen worden sind, nimmt die Rettungsmedaille trotz ihres hohen Stellungswertes nur den 32. Platz (von 43) ein. Auszug:
- 30. Platz: Südwestafrikadenkmünze, Kolonialdenkmünze, Chinadenkmünze
- 31. Platz: Schlesisches Bewährungsabzeichen, Kärntner-Kreuz, Tiroler Landesdenkmünze
- 32. Platz: Rettungsmedaille (am Bande)
- 33. Platz: Dienstauszeichnung der Wehrmacht
- 34. Platz: Dienstauszeichnungen der NSDAP
- 35. Platz: Deutsches Olympia-Ehrenzeichen

## Verleihungspraxis
Für Rettungstaten, (z. B. Bergung von Verwundeten unter feindlichem Feuer) die im Zusammenhang mit Fronteinsätzen von Wehrmachtssoldaten, Waffen-SS und Polizeieinheiten sowie sonstigen Verbänden standen, wurde die Rettungsmedaille nicht verliehen. Für diese Einsätze wurde in der Regel, soweit nicht bereits verliehen, das Eiserne Kreuz II. Klasse verliehen, in besonderen Fällen die I. Klasse oder entsprechend der Stiftungsverordnung der Rettungsmedaille die Erinnerungsmedaille für Rettung aus Gefahr. Für die Zivilbevölkerung der Heimatfront hingegen waren Rettungstaten, die infolge des Kriegsgeschehens (z. B. Rettung von Verschütteten nach Bombenangriffen oder Bergung von Verletzten aus brennenden Häusern) erforderlich wurden, ebenfalls nicht mit der Rettungsmedaille zu würdigen. Für diese Personen wurde in der Regel das Kriegsverdienstkreuz (1939) der II. Klasse mit oder ohne Schwerter verliehen. Im Laufe des Krieges, speziell ab dem Jahr 1943/1944, verlor dann die Rettungsmedaille immer mehr an Bedeutung zugunsten der erwähnten „Kriegsauszeichnungen“.

## Sonstiges
Die alleinige Herstellung beider Rettungsmedaillen erfolgte vom Ehemaligen Zeughaus Berlin (Kürzel: PR.M.BLN = Preußische Münze Berlin). Laut Gesetz über Titel, Orden und Ehrenzeichen vom 26. Juli 1957 ist das Tragen der Auszeichnung in der Bundesrepublik Deutschland nur ohne nationalsozialistische Embleme gestattet. Mit Gründung der Bundesrepublik Deutschland, sowie dem Beitritt der neuen Bundesländer im Jahr 1990, haben inzwischen die Mehrzahl aller Bundesländer eigene Lebensrettungsehrenzeichen geschaffen. Sie sind damit, im Gegensatz zu früheren Auszeichnungen, landeseigene Auszeichnungen. Neun von sechzehn Bundesländer verwenden noch das orange-weiße Ordensband für die Rettungsmedaille. Es sind die folgenden:
- Rettungsmedaille des Landes Baden-Württemberg
- Rettungsmedaille des Landes Berlin
- Rettungsmedaille des Landes Hessen
- Rettungsmedaille des Landes Mecklenburg-Vorpommern
- Rettungsmedaille des Landes Niedersachsen
- Rettungsmedaille des Landes Nordrhein-Westfalen
- Rettungsmedaille des Landes Rheinland-Pfalz
- Rettungsmedaille des Saarlandes
- Rettungsmedaille des Landes Schleswig-Holstein